# Sjælsøskolen
Sjælsøskolen er en folkeskole i Birkerød. Skolen ligger i den nordlige ende af byen, mellem Sjælsø og Rude Skov.
Sjælsøskolen blev indviet i 1974 til aflastning af den da eksisterende Birkerød Kommuneskole. I dag har skolen cirka 650 elever fordelt på to til fire spor fra 0. til 9. klasse.